# Нура (река)
Нура (на казахски: Нұра; на руски: Нура) е голяма река в Казахстан, Карагандинска и Акмолинска област. Дължина 978 km. Площ на водосборния басейн 60 800 km².
Река Нура води началото си от северния склон на планината Къзълтас (част от Казахската хълмиста земя), в Карагандинска област, на 1105 m н.в. По цялото си протежение Тече през централната и западната част на Казахската хълмиста земя в широка и плитка долина, в горното течение на север, в средното на запад и север, а в долното на запад-югозапад. Влива се в езерото Кургалджин, а по време на пълноводие водите ѝ преливат в езерото Тенгиз и двете разположени в Акмолинска област. При село Кунгес (Акмолинска област) при голямо пълноводие част от водите ѝ чрез малките реки Саркрама, Козгош и Мухор преливат в течащата на 30 km северно от нея река Ишим, от басейна на Об.
Основни притоци: леви – Акбастау, Алтънсу, Шерубайнура, Куланотпес; десни – Матак, Ашчъсу, Кундъздъ, Кокпекти. Има предимно снежно подхранване. Среден годишен отток на 369 km 19,5 m³/sec. През лятото в горното течение пресъхва, а през зимата замръзва до дъно. През лятото в долното течение се засолява. Замръзва в началото на ноември, а се размразява през април. По течението на реката са изградени две големи водохранилища: Самаркандско – за водоснабдяване с питейна вода на градовете Караганда и Темиртау и околните по-малки селища и Самарско – за напояване. От река Нура надясно се отклоняват води по каналите „Караганда – Иртиш“ и „Нура – Ишим“ и наляво „Нура – Сарътау“. По течението ѝ са разположени град Темиртау и селищата от градски тип Уляновски, Токаревка, Изумрудни, Киевка и Кургалджинское.